# Absztrakt algebra
Az absztrakt algebra a matematika és azon belül az algebra egyik ága, amely konkrét algebrai struktúraosztályokat illetve ezek közti viszonyokat vizsgál, így a csoportokat, gyűrűket, testeket, modulusokat, vektortereket. Legtöbbször egyszerűen algebrának is nevezik.
Az absztrakt algebra megkülönböztetendő az elemi algebrától, melyet általános és középiskolában tanítanak, és az alapvető algebrai kifejezések és formulák megfelelő kezelését, a valós (és esetleg a komplex) számok ismeretét tartalmazza.
A kortárs matematika és matematikai fizika az absztrakt algebra gyakori alkalmazói, például a Lie-algebrák használhatóak elméleti fizikában. Olyan matematikai területek, mint az algebrai számelmélet, algebrai topológia és algebrai geometria gyakran használnak algebrai módszereket, eredményeket. A reprezentációelmélet az absztrakt algebra adott struktúráinak speciális eseteit vizsgája, lásd a modellelméletet.
Az algebrai struktúrákat általános tulajdonságaikban vizsgáló területek az univerzális algebra és kategóriaelmélet.

## Története
A matematika más területeihez hasonlóan, az algebra fejlődésében is fontos szerepet játszottak konkrét problémák, példák. A 19. század végére a legtöbb ilyen megoldatlan problémának köze volt az algebrai egyenletek elméletéhez. Ezek között megemlíthetjük a következőeket:
- lineáris egyenletrendszerek megoldása, ez vezet később a mátrix, determináns fogalmának kialakulásához és a lineáris algebra keletkezéséhez.
- megoldások keresése a magasabb fokú polinomiális egyenletekre, ezen kísérletek folyamán alkották meg a csoport fogalmát.
- számelméleti jellegű tanulmányozása kvadratikus, magasabb fokú és diofantikus egyenleteknek. A gyűrű és ideál fogalma például akkor született, amikor Fermat-tételt próbálták bizonyítani.

Oktatásban és könyvekben az absztrakt algebrát általában az axiomatikus definíciókból építik fel, és ezek segítségével bizonyítanak későbbi tételeket, tulajdonságokat, ami azt a látszatot kelti, mintha az absztrakt algebra történetében az axiómákat fedezték volna fel legelőször, és ezek szolgáltak volna motivációul és alapul a tételek megalkotására. A valóságban a fejlődés pont ellenkező irányú volt. A legtöbb általunk ismert elmélet a matematika különböző területeinek ismert tényeiből állt össze egységgé, majd ezen elméletek köré épültek későbbi eredmények, és legvégül egységesítették a teljes elméletet. Ennek jellemző példája a csoportelmélet.

### Korai csoportelmélet
A csoportelmélet korai fejlődése egyszerre több fonálon is zajlott, ezek mai nyelven a számelméletnek, egyenletek elméletének és a geometriának felelnek meg. Ebből mi az első kettőt tekintjük.
Leonhard Euler a kis Fermat-tétel általánosításának bizonyítása közben végzett algebrai műveleteket egész számok maradékosztályainak halmazán. Ezt a módszert fejlesztette tovább Gauss, amikor megalkotta a modulo n maradékok multiplikatív csoportjának struktúráját, majd leírta a ciklikus csoportok és az általánosabb Abel-csoportok sok tulajdonságát. Egy másik érvelésében bizonyította az asszociativitás tételét formák kompozíciójára, de Eulerhez hasonlóan jobban érdekelték a konkrét eredmények, mint az általános elmélet. 1870-ben Leopold Kronecker egy számtest osztálycsoportjaival kapcsolatos munkájában definiálta az Abel-csoportokat. 1882-ben Heinrich Weber fedezte fel az összefüggést az Abel-csoportok és permutációcsoportok között, egy hasonló definíciót fogalmazván meg az előbbire, ami az egyszerűsítési szabályt is tartalmazta, de az inverzelem fogalmát még nem.
1770-es Réflexions sur la résolution algébrique des équations című írásában Joseph Louis Lagrange a permutációkat az algebrai egyenletek megoldásához használja, megalkotván a Lagrange-rezolvenseket. Célja az volt, hogy megtudja, hogyan adnak a harmad- és negyedfokú egyenletek megoldóformulákat, és ebben kulcsfontosságúnak tartotta a gyökök permutációit. Írásában fontos lépésként szerepel, hogy az ismeretleneket absztraktul kezeli, szimbólumokkal számok helyett. Meglepő módon Edward Waring Meditationes Algebraicae című cikke ugyanebben az évben jelent meg, ebben Waring bizonyította a szimmetrikus függvények főtételét, és rámutatott a negyedfokú és a belőle származó harmadfokú egyenletek gyökeinek viszonyára. Alexandre Vandermonde 1771-es Mémoire sur la résolution des équations című művében más szemszögből bár, de szintén megalkotja a szimmetrikus függvények elméletét, hogy megoldhasson algebrai egyenleteket. Később ezt tartják a csoportelmélethez vezető legfontosabb lépésnek.
Paolo Ruffini az alkotta meg elsőként a permutációcsoportok elméletét, elődjeihez hasonlóan az algebrai egyenletek megoldásának témakörében. Célja annak bizonyítása volt, hogy négynél magasabb fokú algebrai egyenleteknek nincs általános algebrai megoldása. Eközben bevezette egy elem rendjének fogalmát, a konjugálást, a permutációcsoportok ciklizálását, és bebizonyított néhány fontos, ezekkel kapcsolatos tételt, mint
„Ha G S5 olyan részcsoportja, melynek rendje osztható öttel, akkor G tartalmaz 5 rendű elemet.”
És mindezeket a csoport vagy legalább a permutációcsoport fogalmának meghatározása nélkül vezette le.
A permutációcsoportok elmélete tovább fejlődött Augustin Cauchy és Camille Jordan munkája nyomán. Többek között, Jordan definiálta az izomorfizmust permutációcsoportokra és széles körben használttá tette a csoport szót.
Arthur Cayley vette először észre, hogy egy csoportnak nem kell feltétlenül permutációcsoportnak lennie, és állhat mondjuk mátrixokból is. Utóbbiak olyan algebrai tulajdonságait tanulmányozta részletesen az elkövetkező években, mint a szorzás és inverzelem. Később újra visszatért ahhoz a kérdéshez, hogy az absztrakt csoport fogalma általánosabb-e a permutációcsoporténál, és belátta azt a tényt, hogy minden csoport izomorf egy permutációcsoporttal.

### Modern algebra
A huszadik század eleje környékén a matematikában jelentős változás történt. A matematikusok többé nem elégedtek meg konkrét matematikai fogalmak tulajdonságainak meghatározásával, hanem inkább általános elméleteket kezdtek keresni. Például több permutációcsoporttal kapcsolatos korábbi eredményről belátták, hogy egy az absztrakt csoport fogalmát érintő általános tétel speciális esete. Ekkor kerültek előtérbe a struktúrákkal és osztályzással kapcsolatos matematikai fogalmak.
Ezen változások az egész matematikát érintették ugyan, de különös hangsúlyt kaptak az algebra területén. Ekkor születtek új definíciók egyszerű műveletek és axiómák segítségével olyan elemi struktúrákra, mint a csoport, a gyűrű és a test. Ernst Steinitz általános testeket érintő kutatásai, Ernst Kummer, Leopold Kronecker és Richard Dedekind kommutatív gyűrűinek ideáljai, az ezen alapuló, David Hilbert, Emil Artin és Emmy Noether által tanulmányozott kommutatív és általános gyűrűk és a Georg Frobenius és Issai Schur csoportelméleti reprezentációi alkották meg az absztrakt algebra definícióját. A XIX. század utolsó negyedében és a XX. század első negyedében született eme eredmények összefoglalását tartalmazó, 1930–1931-ben megjelent Bartel van der Waerden kétkötetes Moderne algebra című könyve örökre átírta az algebra szó jelentését egyenletek elméletéről algebrai struktúrák elméletére. A Bourbaki-csoport, de sok más szerző is (Birkhoff, Mertens) e mű születését tekintette a modern, absztrakt algebra születési évszámának.

## Alapvető fogalmak

### Halmaz
Az algebrában a műveleteket (lásd lentebb) bizonyos összességek elemei között végezzük. Ezek az összességek az absztrakt algebrában halmazok, azaz olyan matematikai objektumok, melyek tulajdonságait a halmazelmélet írja le. Mindazonáltal az algebra a halmazokkal konkrétan nem foglalkozik, csak az elemeik közötti műveletekkel. Például az alábbi halmazok olyanok, melyek elemei között jól ismert, nevezetes vagy jellegzetes műveletek értelmezhetők:
- Természetes számok ({\displaystyle \mathbb {N} })
- Pozitív egészek ({\displaystyle \mathbb {Z} _{+}}), Racionális számok ({\displaystyle \mathbb {Q} }), Komplex számok ({\displaystyle \mathbb {C} })
- Egész számok feletti n×n-es mátrixok halmaza ({\displaystyle \mathbb {Z} }n×n), Racionális számok teste feletti n×n-es invertálható mátrixok halmaza (GL(n,{\displaystyle \mathbb {Q} })>), {0,1,2} feletti k×l-es háromszögmátrixok halmaza
- egész együtthatós egyváltozós polinomok: {\displaystyle \mathbb {Z} [x]}, racionális együtthatós többváltozós polinomok {\displaystyle \mathbb {Q} [x_{1},x_{2},...,x_{n}]}
- {\displaystyle a+b{\sqrt {-2}}} alakú számok ({\displaystyle \mathbb {Z} [{\sqrt {-2}}]} ha a, b egészek)
- Adott M halmaz összes részhalmazainak halmaza ({\displaystyle P(M)})
- olyan (a,b) számpárok halmaza, ahol a racionális, b egy valós szám - {(a,b)|a {\displaystyle \in \mathbb {Q} }, b {\displaystyle \in \mathbb {R} }}

Vannak olyan összességek, melyek elemei között ugyan lehet műveleteket értelmezni, de nem tartoznak közvetlenül az algebra vizsgálódási körébe. Például az összes halmazok osztályán (jelben: Set) az unió, mint művelet értelmes, de mivel Set nem halmaz ezért algebrai vizsgálatokat rajta csak egy magasabb személetben, az univerzális algebra vagy a kategóriaelmélet szellemében végezhetünk.

### Műveletek
A matematikai művelet fogalmán általában a belső műveletet értjük. A halmazon végzett műveleten alatt olyan {\displaystyle \phi } leképezést értünk, hogy {\displaystyle \phi :A^{n}\rightarrow A}, azaz minden A halmazból képzett elem-n-eshez hozzárendeljük A egy elemét.
Egyváltozós műveletről beszélünk, ha egy elemhez rendelünk egy másikat A halmazon belül. Ilyenre jó példa egy adott halmaz részhalmazainak halmazán a komplementer-művelet.
A legtöbbet használt kétváltozós művelet esetén a halmaz minden elempárjához rendelünk egy harmadik elemet. Példák:
- Szorzás az egész számok halmazán, {\displaystyle (\mathbb {Z} ,\cdot )}
- Vektoriális szorzás 3 dimenziós vektortok halmazán
- Függvénykompozíció művelete

Ellenpélda a skalárszorzás művelete 3 dimenziós vektorok halmazán, hiszen a végeredmény 1 dimenziós vektor, skalár.
Többváltozós műveleteket elég ritka esetben használunk, és akkor is kétváltozós műveletből definiáljuk.
A műveletet megkülönböztetjük más hasonló matematikai fogalmaktól, mint a topológia, függvény, reláció.

## Fordítás
- Ez a szócikk részben vagy egészben  az   Abstract algebra című angol Wikipédia-szócikk fordításán alapul.  Az eredeti cikk szerkesztőit annak laptörténete sorolja fel. Ez a jelzés csupán a megfogalmazás eredetét és a szerzői jogokat jelzi, nem szolgál a cikkben szereplő információk forrásmegjelöléseként.